# 索普嶺
66°34′S 52°51′E / 66.567°S 52.850°E
索普嶺是南極洲的山嶺，位於恩德比地，處於大霍納肯山以西33公里，根據澳大利亞探險隊的空中照片繪入地圖，現時由南極條約體系管理。